# مطبخ يوبيك

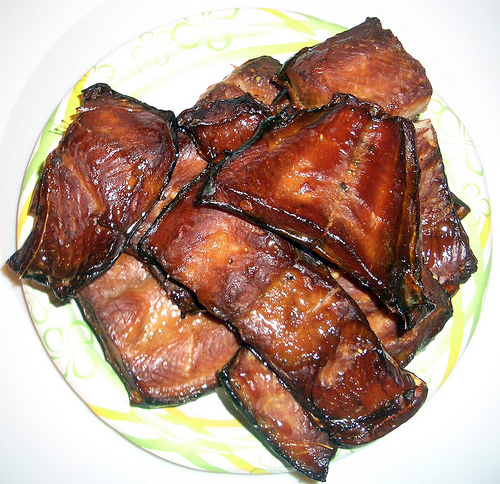
سمك سلمون مدخن

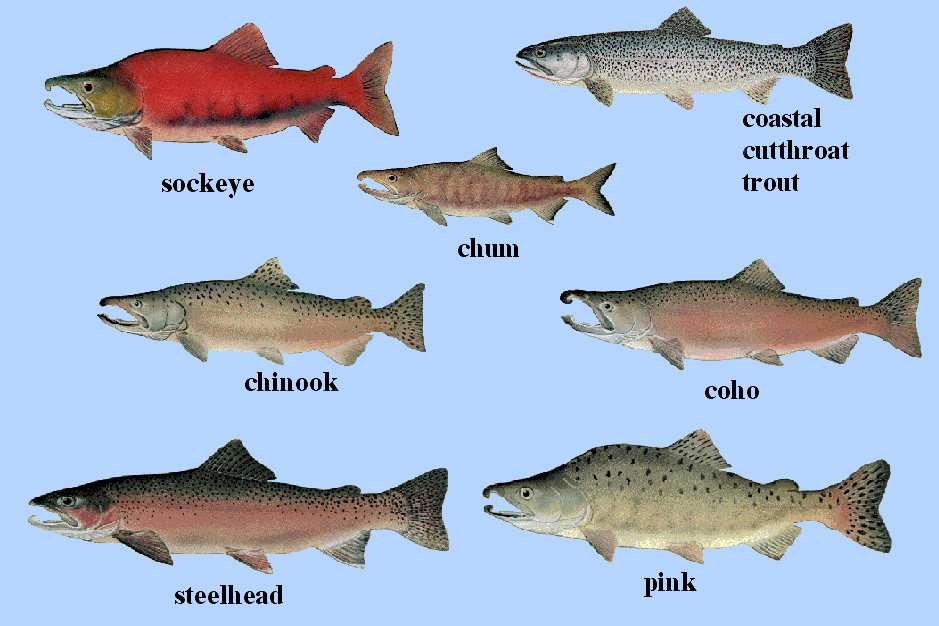
نواع الأسماك السالمونية في ألاسكا (Oncorhynchus) هي الغذاء الرئيسي (Neqa) سمك السلمون الأحمر (sayak)، السالمون (kangitneq)، السالمون الملكي (taryaqvak)، سمك السلمون الفضي (Qakiiyaq)، سمك السالمون الوردي أوالسلمون الأحدب (amaqaayak).

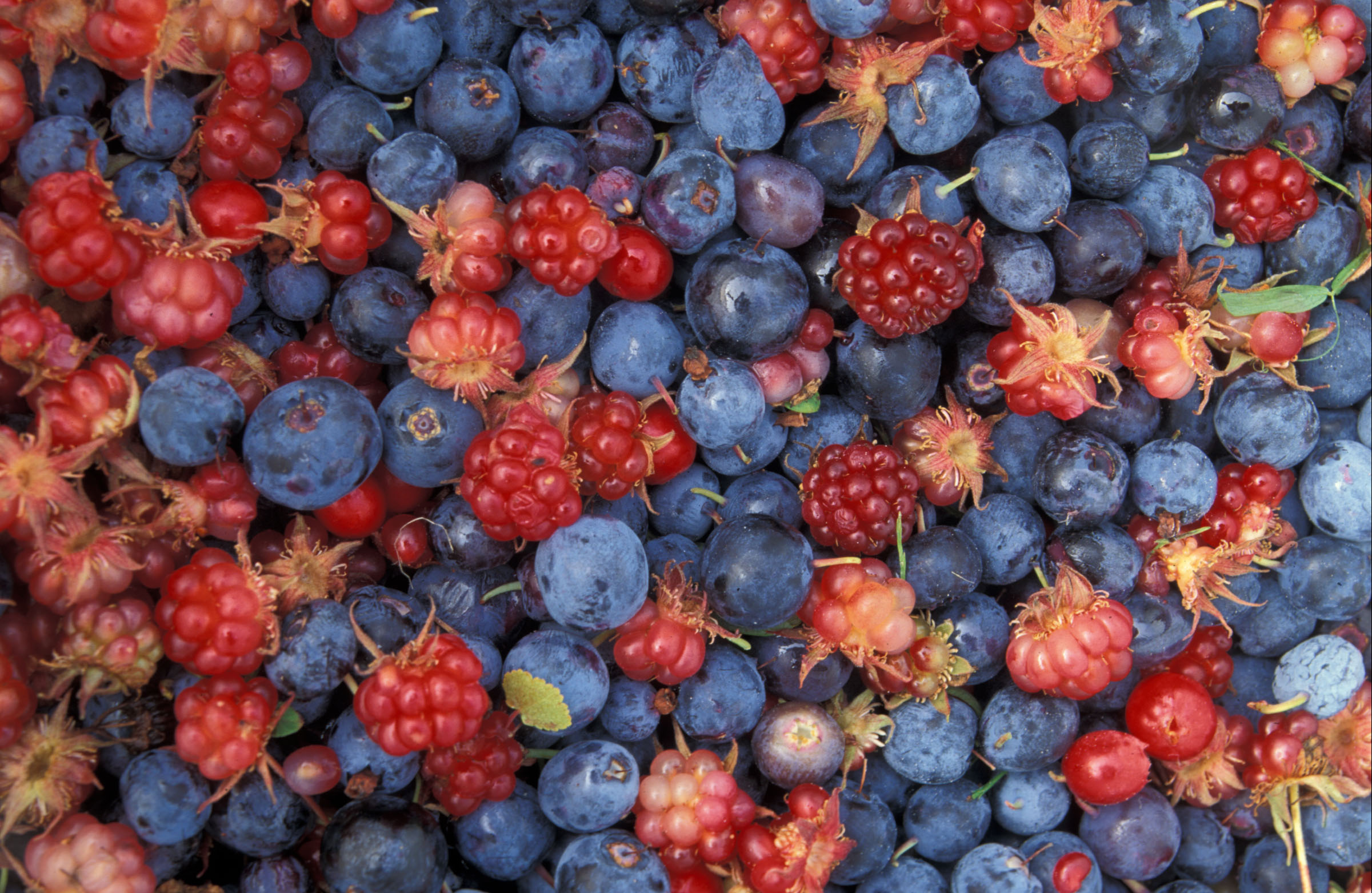
التوت البري في ألاسكا من «ملجأ إنوكو الوطني للحياة البرية»، وهو عبارة عن مزيج من التوت الحقيقي الأزرق (Vaccinium uliginosum) والأحمر (Vaccinium vitis-idaea) والفواكه المجمعة الحمراء (Rubus arcticus)

مطبخ يوبيك (بالإنجليزية: yup'ik cuisine)‏ هو مصطلح يشير إلى غذاء الكفاف التقليدي على نمط الإسكيمو ومأكولات شعب اليوبيك من غرب وجنوب غربي ولاية ألاسكا، والذي يعرفه الأسكيمو من سكان تشيفاك، بلهجة كوبيك تشيفاك باسم مطبخ كوبيك (Cup'ik)، بينما يطلق عليه الأسكيمو من سكان نونيفاك، وهم يتحدثون لهجة كوبيج (Cup'ig)، اسم مطبخ كوبيج.
يعتمد هذا المطبخ تقليديًا، على اللحوم من الأسماك والطيور والبحر والثدييات البرية، وعادةً ما يحتوى على نسب عالية من البروتين. عموماً تعتبر أغذية الكفاف، من قِبل الكثيرين، أطعمة ذات قيمة غذائية عالية. يختلف نظام يوبيك الغذائي عن الأنظمة الغذائية في ألاسكا وكندا وجرينلاند. تعتبر الأسماك غذاء اساسى لشعب اليوبيك بالإسكيمو (خاصة السالمونيد والسلمون والسمك الأبيض). كل من الطعام والسمك يسمى نقا (Naqa) في يوبيك. تقنيات إعداد الطعام هي التخمر والطبخ، وأيضًا نيئة غير مطبوخة. طرق الطهى هي الخبز، والتحميص، والشوى، والقلي، والغليان، والتبخير. وغالبًا ما يتم استخدام التجفيف لحفظ الأغذية ويقل استخدام التجميد في كثير من الأحيان. تؤكل الأسماك مع زيت الفقمة، ويتم استخدام سكين على شكل مروحة لتقطيع الأسماك واللحوم والمواد الغذائية.
ومجموعات اليوبيك مثل باقى مجموعات الإسكيموالأخرى، تشبه الصيادين الرحل وصيادى الأسماك الذين انتقلوا موسميًا، على مدار السنة، داخل منطقة محددة لحصاد الأسماك وثدييات البحر والحيوانات البرية والتوت وغيرها من الموارد المتجددة. ويرتكز مطبخ يوبيك على المحاصيل الغذائية الكفافية التقليدية (الصيد وصيد الأسماك وتجميع التوت) تكملها أنشطة الكفاف الموسمية.
منطقة يوبيك غنية بالطيور المائية والأسماك والثدييات البحرية والبرية. تعتمد المستوطنات البحرية بشكل كبير على الثدييات البحرية (الفقمات، حصان البحر، والحيتان البيضاء)، والعديد من أنواع الأسماك (سمك السلمون بالمحيط الهادى، والرنجة، وسمك الهلبوت، والسمك المفلطح، وسمك السلمون المرقط، والبربوت، والسماك السوداء في الأسكا، والمحار، وسرطان البحر، والأعشاب البحرية. وتعتمد المستوطنات الداخلية بشكل أكبر على سمك السالمون في المحيط الهادى والسمك الأبيض في المياه العذبة، والثدييات البرية (الغزال والرنة) والطيور المائية المهاجرة، وبيض الطيور، والتوت، والخضر والجذور التي تساعد في استدامة الناس في جميع أنحاء المنطقة.
الاكوتاك (Akutaq الآيس كريم في الإسكيمو، تيبا Tepa)، مانكوك (Mangkok)، موكتوك (Muktuk)، أشهر المأكولات التقليدية الشهية في يوبيك.
يتم خلط أطعمة الكفاف التقليدية مع ما هو متاح تجاريًا. واليوم، يتم توفير حوالي نصف الطعام من خلال أنشطة الكفاف (أطعمة الكفاف)، بينما يتم شراء النصف الآخر من المتاجر التجارية (أطعمة السوق، الأطعمة التي يشتريها المتجر).